# Perdita amplipennis
Perdita amplipennis är en biart som beskrevs av Timberlake 1962. Perdita amplipennis ingår i släktet Perdita och familjen grävbin. Inga underarter finns listade i Catalogue of Life.